# مگس (فیلم ۲۰۱۲)
مگس (به انگلیسی: Fly) (به هندی: Eega) یک فیلم فانتزی و کمدی محصول سال ۲۰۱۲ سینمای هند به کارگردانی و نویسندگی اس. اس. راجامولی می‌باشد.

## ساخت
این فیلم به نویسندگی «کی.وی. ویجایندرا پراساد» و کارگردانی پسرش، س. س. راجامولی در سال ۲۰۱۲ میلادی به زبان تلوگو و تامیلی ساخته شده‌است.
ایده برای ساخت این فیلم نشات گرفته از یک مکالمه در سال ۱۹۹۰ که در آن پراساد به عنوان شوخی به راجامولی دربارهٔ اینکه مگس به دنبال انتقام از انسان است، می‌باشد.
این فیلم همچنین با نام من یک مگس هستم (به انگلیسی: I Am a Fly) (به هندی: Naan Ee) نیز مشهور است.

## داستان
«مگس» در قالب یک داستان قبل از خواب که پدری برای دخترش تعریف می‌کند بیان می‌شود.

شخصیت داستان نانی، پسری شاد و شجاع است که عاشق همسایه خود بیندو می‌باشد و ۲ سال است که دیوانه وار به دنبال اوست ولی بیندو با اینکه عاشق نانی است تظاهر به بی محلی به او می‌کند.

از آن طرف تاجر ثروتمند و مغروری به نام سودیپ، مجذوب بیندو شده و هرچه تلاش می‌کند بیندو به او توجهی ندارد. او که همیشه نگاه تمام دخترها به دنبال اوست، نمی‌تواند بی محلی بیندو را تحمل کند و نانی را رقیب و دشمن خود می‌داند، او را دزدیده و درست بعد از اینکه بیندو بالاخره به نانی می‌گوید که: «دوست دارم»، او را می‌کشد.

نانی به عنوان یک مگس به زندگی بر می‌گردد و تلاش می‌کند تا از بیندو محافظت کند و انتقام مرگ خود را از سودیپ بگیرد.

## بازیگران
- سودیپ در نقش سودیپ
- نانی در نقش نانی
- سامانتا روت پرابو در نقش بیندو
- هسما ناندینی در نقش کالا
- کریزی موهان در نقش حشره‌شناس
- آدیتیا در نقش همکار سودیپ
- چاندرا سخار در نقش تانترا، یک جادوگر
- اسرینیواسا ردی در نقش دستیار شخصی سودیپ
- سیوانارایانا ناریپدی در نقش کشیش معبد
- دوادارشینی در نقش زن داداش بیندو
- نوئل شین در نقش دوست نانی

## جوایز
| جایزه                                  | دسته‌بندی                                              | دریافت کننده                               | نتیجه    |
| -------------------------------------- | ----------------------------------------------------- | ------------------------------------------ | -------- |
| شصتمین جشنوارهٔ ملی فیلم هند            | جایزهٔ ملی فیلم هند برای بهترین فیلم بلند به زبان تلگو | کورپاتی رانگاناتا سای                      | برنده    |
| شصتمین جشنوارهٔ ملی فیلم هند            | جایزهٔ ملی فیلم هند برای بهترین جلوه‌های ویژه           | ماکوتا وی اف سیکس                          | برنده    |
| جایزه بی. ناگی ردی                     | جایزه بهترین فیلم سالم و سرگرم‌کننده تلوگویی           | کورپاتی رانگاناتا سای                      | برنده    |
| تی. سابورامی ردی – جوایز ملی فیلم ۲۰۱۲ | بهترین بازیگر زن                                      | سامانتا روت پرابو                          | برنده    |
| دومین جوایز بین‌المللی فیلم جنوب هند    | بهترین فیلم                                           | کورپاتی رانگاناتا سای                      | برنده    |
| دومین جوایز بین‌المللی فیلم جنوب هند    | جایزه سیما برای بهترین کارگردان                       | اس.اس. راجامولی                            | نامزدشده |
| دومین جوایز بین‌المللی فیلم جنوب هند    | جایزه سیما برای بهترین فیلم‌بردار                      | کی.کی. سنتیل کومار                         | برنده    |
| دومین جوایز بین‌المللی فیلم جنوب هند    | جایزه سیما برای بهترین بازیگر                         | سامانتا روت پرابو                          | نامزدشده |
| دومین جوایز بین‌المللی فیلم جنوب هند    | جایزه سیما برای بهترین بازیگر نقش منفی                | سودیپ                                      | برنده    |
| دومین جوایز بین‌المللی فیلم جنوب هند    | جایزه سیما برای بهترین سرپرستی موسیقی                 | ام.ام. کیروانی                             | نامزدشده |
| دومین جوایز بین‌المللی فیلم جنوب هند    | جایزه سیما برای بهترین ترانه‌سرا                       | راماجویگرا ساستری برای آهنگ ایگا ایگا ایگا | نامزدشده |
| دومین جوایز بین‌المللی فیلم جنوب هند    | جایزه سیما برای بهترین تهیه‌کننده                      | کورپاتی رانگاناتا سای                      | نامزدشده |
| مراسم اهدای جوایز زی سینه ۲۰۱۳         | فیلم خانوادگی سرگرم‌کننده سال                          | کورپاتی رانگاناتا سای                      | برنده    |
| مراسم اهدای جوایز زی سینه ۲۰۱۳         | جایزهٔ زی سینه برای بهترین بازیگر زن                   | سامانتا روت پرابو                          | برنده    |
| مراسم اهدای جوایز زی سینه ۲۰۱۳         | بهترین شرور                                           | سودیپ                                      | برنده    |
| مراسم اهدای جوایز زی سینه ۲۰۱۳         | بهترین جلوه‌های بصری                                   | Makuta VFX                                 | برنده    |
| شصتمین جایزهٔ فیلم‌فیر جنوبی             | جایزهٔ فیلم‌فیر برای بهترین فیلم                        | کورپاتی رانگاناتا سای                      | برنده    |
| شصتمین جایزهٔ فیلم‌فیر جنوبی             | جایزهٔ فیلم‌فیر برای بهترین کارگردان                    | اس.اس. راجامولی                            | برنده    |
| شصتمین جایزهٔ فیلم‌فیر جنوبی             | جایزهٔ فیلم‌فیر برای بهترین بازیگر زن                   | سامانتا روت پرابو                          | برنده    |
| شصتمین جایزهٔ فیلم‌فیر جنوبی             | جایزهٔ فیلم‌فیر برای بهترین بازیگر مرد مکمل             | سودیپ                                      | برنده    |
| شصتمین جایزهٔ فیلم‌فیر جنوبی             | جایزهٔ فیلم‌فیر برای بهترین کارگردان موسیقی             | ام.ام. کیراوانی                            | نامزدشده |
| شصتمین جایزهٔ فیلم‌فیر جنوبی             | جایزهٔ فیلم‌فیر برای بهترین خوانندهٔ بازنواخت مرد        | Deepu برای نِنه نانی نِ                      | نامزدشده |
| شصتمین جایزهٔ فیلم‌فیر جنوبی             | بهترین جلوه ویژه                                      | Makuta VFX                                 | برنده    |
| جوایز فیلم سنتوشام                     | بهترین بازیگر زن                                      | سامانتا روت پرابو                          | برنده    |
| جوایز موسیقی جنوبی میرچی               | بهترین میکس آهنگ                                      | جیوان بابو برای نِنه نانی نِ                 | برنده    |
| جشنواره فیلم فانتاسپوآ                 | بهترین کارگردانی هنری                                 | راویندر ردی                                | برنده    |
| جشنواره بین‌المللی فیلم مادرید          | بهترین فیلم                                           | کورپاتی رانگاناتا سای                      | نامزدشده |
| جشنواره بین‌المللی فیلم مادرید          | بهترین فیلم‌بردار                                      | کی.کی. سنتیل کومار                         | نامزدشده |
| جشنواره بین‌المللی فیلم مادرید          | بهترین جلوه‌های ویژه                                   | Makuta VFX                                 | نامزدشده |
| جشنواره بین‌المللی فیلم مادرید          | بهترین آهنگساز موسیقی                                 | ام.ام. کیراوانی                            | نامزدشده |
| جشنواره بین‌المللی فیلم مادرید          | بهترین ویرایشگر                                       | کوتاگیری ونکاتسوارا رائو                   | نامزدشده |
| جشنواره بین‌المللی فیلم مادرید          | بهترین بازیگر مرد نقش مکمل                            | سودیپ                                      | نامزدشده |
| جشنواره فیلم تورنتو پس از تاریکی       | بهترین فیلم اکشن                                      | کورپاتی رانگاناتا سای                      | برنده    |
| جشنواره فیلم تورنتو پس از تاریکی       | بهترین کمدی                                           | کورپاتی رانگاناتا سای                      | برنده    |
| جشنواره فیلم تورنتو پس از تاریکی       | اختصاصی‌ترین فیلم                                      | کورپاتی رانگاناتا سای                      | برنده    |
| جشنواره فیلم تورنتو پس از تاریکی       | بهترین جلوه ویژه                                      | کورپاتی رانگاناتا سای                      | برنده    |
| جشنواره فیلم تورنتو پس از تاریکی       | بهترین جنگ (مگس/نانی در برابر سودیپ)                  | کورپاتی رانگاناتا سای                      | برنده    |
| جشنواره فیلم تورنتو پس از تاریکی       | بهترین فیلم به سازمان دیده‌بان با یک جمعیت             | کورپاتی رانگاناتا سای                      | برنده    |
| جشنواره فیلم تورنتو پس از تاریکی       | بهترین تدوین                                          | کورپاتی رانگاناتا سای                      | برنده    |
| جشنواره فیلم تورنتو پس از تاریکی       | بهترین شرور                                           | سودیپ                                      | برنده    |
| جشنواره فیلم تورنتو پس از تاریکی       | بهترین قهرمان                                         | نانی                                       | برنده    |